# Tom Webster
Thomas Ronald Webster (Kirkland Lake, 4 ottobre 1948 – 10 aprile 2020) è stato un allenatore di hockey su ghiaccio e hockeista su ghiaccio canadese.
Nel corso della carriera militò come ala destra nella National Hockey League e nella World Hockey Association, divenendo una delle bandiere degli Hartford Whalers. In seguito intraprese la carriera da allenatore allenando principalmente nella OHL e nella NHL.

## Carriera

### Giocatore
Webster crebbe a livello giovanile con la maglia dei Niagara Falls Flyers, squadra della Ontario Hockey Association con cui disputò tre stagioni conquistando la Memorial Cup del 1968; nella stagione 1967-68 fu inoltre il capocannoniere del campionato con 114 punti in 54 gare. Nel 1966 fu scelto in diciannovesima posizione assoluta dai Boston Bruins in occasione dell'NHL Amateur Draft.
Nella stagione 1968-69 esordì da professionista nell'organizzazione dei Bruins, esordendo in NHL ma giocando soprattutto nella Central Hockey League con il farm team degli Oklahoma City Blazers. Dopo aver giocato solo 12 gare con la maglia dei Bruins Webster fu scelto nell'NHL Expansion Draft 1970 dai Buffalo Sabres, i quali lo cedettero immediatamente ai Detroit Red Wings in cambio di Roger Crozier.
Nella stagione 1970-71 Webster fu il capocannoniere dei Red Wings con 67 punti in 78 partite giocate. All'inizio della stagione successiva fu ceduto ai California Golden Seals, tuttavia a causa di un intervento alla schiena fu costretto a saltare quasi l'intera stagione, giocando solo 7 partite.
Nella stagione 1972-1973 Webster si trasferì nella World Hockey Association, lega rivale della NHL, firmando un contratto con i New England Whalers, franchigia in cui ritrovò Rick Ley già compagno di squadra nei Niagara Falls Flyers. Concluse la prima stagione al quarto posto in classifica marcatori, mentre i Whalers vinsero il primo Avco World Trophy. Con la maglia della Nazionale canadese disputò le Summit Series 1974 contro l'Unione Sovietica. Nelle stagioni successive continuò ad essere uno degli attaccanti più prolifici della formazione, arrivando di nuovo in finale nella stagione 1975-76.
Dopo un primo ritiro nel 1978 a causa dei problemi alla schiena decise di ritornare per un'ultima stagione nell'organizzazione dei Red Wings in veste di allenatore/giocatore degli Adirondack Red Wings, disputando l'ultimo incontro della carriera in NHL il 13 ottobre 1979 contro gli Edmonton Oilers.

### Allenatore
Webster iniziò ad allenare durante la sua permanenza con gli Adirondack Red Wings, seguita da esperienze in altre squadre delle leghe minori come gli Springfield Indians in AHL, i Tulsa Oilers con cui vinse il titolo della CHL, i Salt Lake Golden Eagles nella IHL e i Windsor Spitfires dell'Ontario Hockey League, formazione giovanile con cui vinse il titolo arrivando fino alla finale della Memorial Cup. Durante la sua esperienza a Windsor Webster fu chiamato come allenatore ad-interim dei New York Rangers a metà della stagione 1986-87.
Nella stagione 1989-90 Webster ebbe per la prima volta la possibilità di allenare nella NHL, formando un contratto pluriennale con i Los Angeles Kings di Wayne Gretzky. Nel novembre del 1991 subì una squalifica record di dodici partite per aver scagliato un bastone sul ghiaccio dopo aver litigato con l'arbitro Kerry Fraser.
Dopo essere stato licenziato nel 1992 Webster tornò nella OHL alla guida dei Detroit Jr. Red Wings. Nelle stagioni successive ritornò in NHL come assistente per diverse franchigie: una stagione ai Florida Panthers, due con i Philadelphia Flyers e infine tre con i Carolina Hurricanes, inclusa l'ultima stagione prima del trasferimento degli Hartford Whalers. Dal 1999 al 2003 tornò ancora alla guida dei Windsor Spitfires.
Al termine della carriera da allenatore Webster nel 2003 entrò a far parte dello staff dei Calgary Flames nel ruolo di scout. Concluse la sua collaborazione con la franchigia canadese al termine dell'NHL Entry Draft 2014.

## Palmarès

### Giocatore

#### Club
- Avco World Trophy: 1

New England: 1972-1973
- Memorial Cup: 1

Niagara Falls: 1968

#### Individuale
- WHA Second All-Star Team: 1

1972-1973
- OHA Second All-Star Team: 1

1967-1968
- OHA Max Kaminsky Trophy: 1

1967-1968
- OHA Eddie Powers Memorial Trophy: 1

1967-1968

### Allenatore

#### Club
- Adams Cup: 1

Tulsa: 1983-1984
- Ontario Hockey League: 1

Windsor: 1987-1988

#### Individuale
- Jake Milford Trophy: 1

1983-1984